# Tipula savionis
Tipula savionis är en tvåvingeart som beskrevs av Alexander 1937. Tipula savionis ingår i släktet Tipula och familjen storharkrankar. Inga underarter finns listade i Catalogue of Life.